# Estreito de Bass

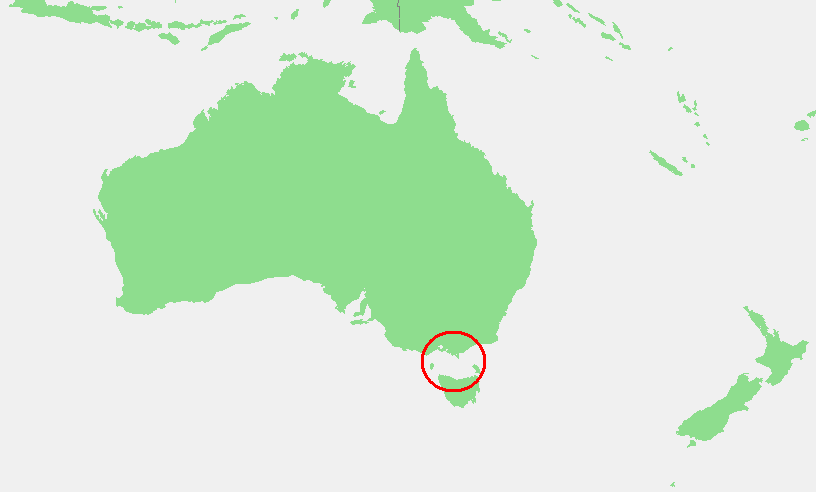
Localização do Estreito de Bass

O estreito de Bass (em inglês: Bass Strait) (IPA /bæs/) é um estreito marítimo que separa a Tasmânia do sul da Austrália, nomeadamente do estado de Victoria. O europeu que o descobriu foi Matthew Flinders em 1798. Flinders deu-lhe o nome do médico de bordo, George Bass.  
Tem aproximadamente 240 km de largura no ponto mais estreito e uma profundidade próxima dos 50 metros. Esteve praticamente seco durante a última era glacial. Neste estreito encontram-se várias ilhas, entre as quais a Ilha King e a Ilha Flinders que contam com importante ocupação humana.

## Comunicações
O primeiro cabo submarino que atravessou o estreito de Bass foi colocado em 1859. Com um dos seus extremos no cabo Otway, Victoria, atravessava o estreito tocando as ilhas King e Three Hummock e alcançava a ilha da Tasmânia, chegando a Stanley. Daí prolongava-se até George Town. No entanto, o cabo começou a falhar algumas semanas depois de ter sido completado, e em 1861 deixou de funcionar por completo.

## Ver também

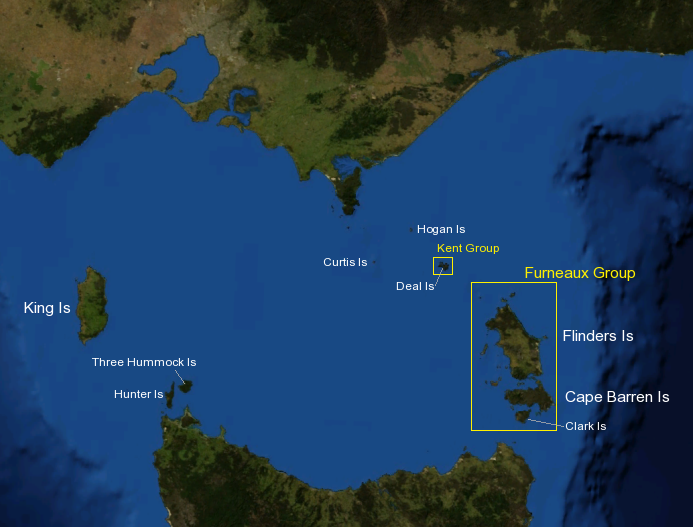
Mapa do Estreito de Bass e das ilhas nele situadas